# Doprava a sklad dekorací Národního divadla
Doprava a sklad dekorací Národního divadla (Malírny a sklady Národního divadla) je budova v Praze 2 na Novém Městě. Stojí mezi ulicemi Apolinářská a Viničná proti kostelu svatého Apolináře na hraně Albertova, kde sousedí s budovou Přírodovědecké fakulty UK a Botanickou zahradou.

## Historie
Novorenesanční stavba pro potřeby Národního divadla byla postavena v letech 1889–1900 podle plánů architekta Karla Skopce. Divadlo tak získalo vlastní zázemí pro tvorbu dekorací místo aby je odebíralo z katalogu vídeňské firmy. Technicky dokonale vybavená budova měla malírnu, kašírnu, truhlárnu, malířský ateliér, pánské a dámské krejčovství, temnici pro fotografování, konírnu a sklady dekorací a nábytku. V malírně vznikaly prospekty dlouhé až 15 metrů a vysoké 8 metrů.
Budovu poškodil letecký útok na Prahu 14. února 1945. Většina dekorací byla zničena včetně děl slavných autorů. V roce 1947 proběhla částečná rekonstrukce podle návrhu architekta Jaroslava Červinky a vybombardované prostory malírny byly obnoveny. V letech 1960 a 1963 získal objekt trafostanici, došlo k úpravám dílny, klubovny a autodílny a byl nově vybudován nákladní výtah.

## Další informace
Při výstavbě byl zbořen dům č. 438 zvaný „Na kosti“" s obrazem svatého Jana Nepomuckého a nápisem, že zde tento světec žil. V roce 1900 byla při stavbě vjezdu do malírny zbořena i kaple svatého Jana Nepomuckého z počátku 18. století, odsvěcená již za vlády Josefa II. Stála v ulici Viničná při č.p. 440 za zdí.

## Galerie

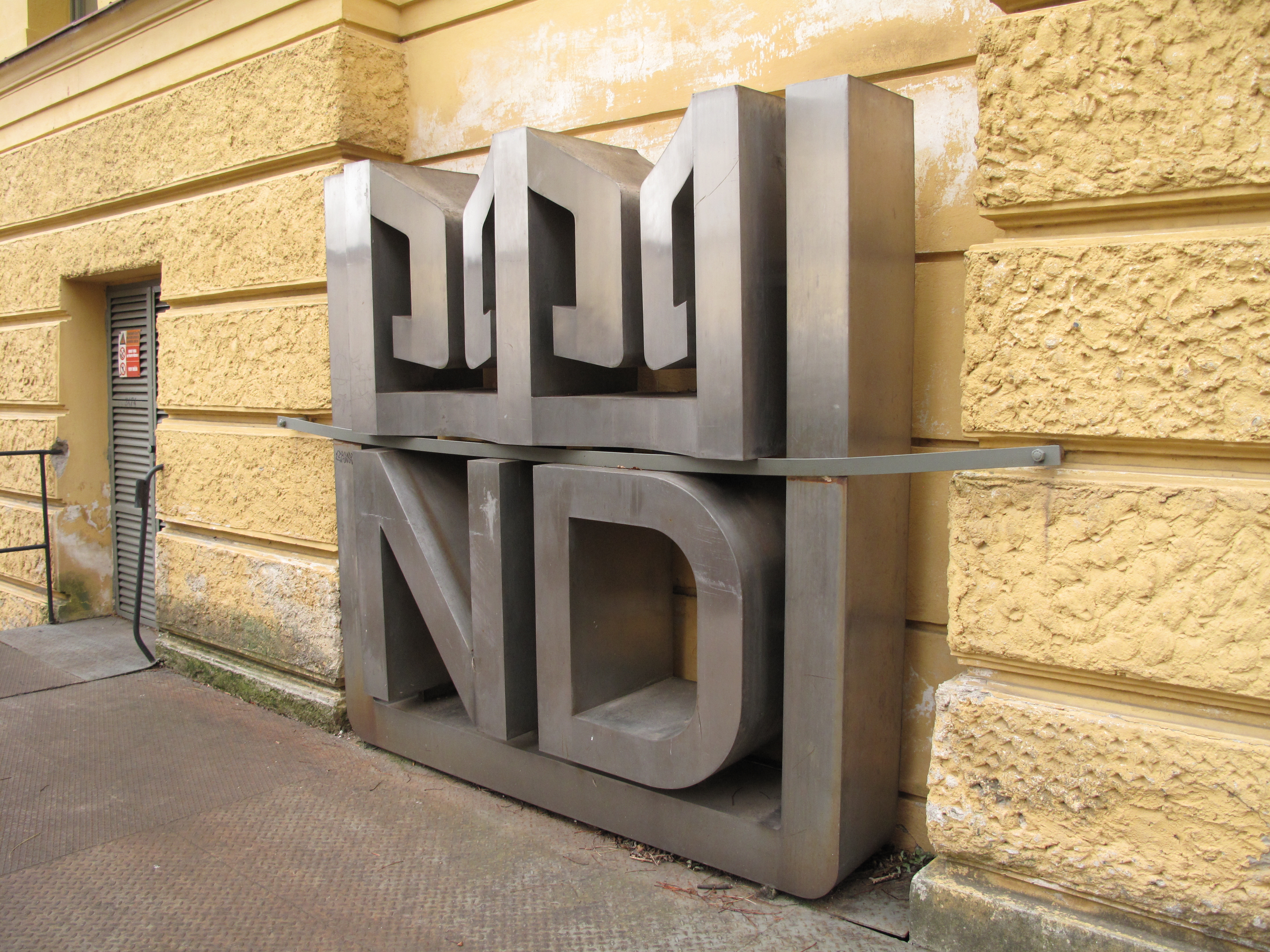
logo Národního divadla
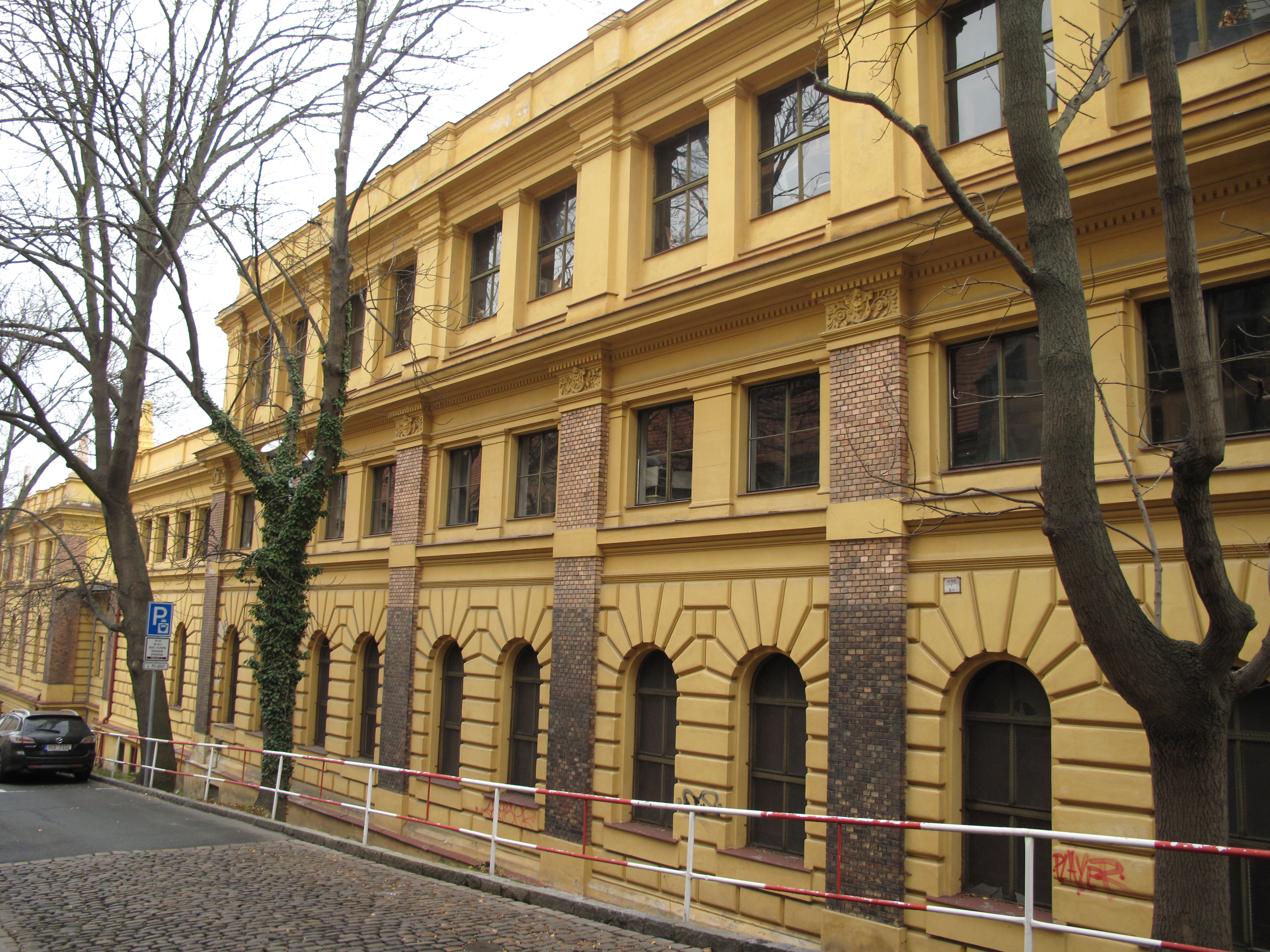
depozitář - uliční strana
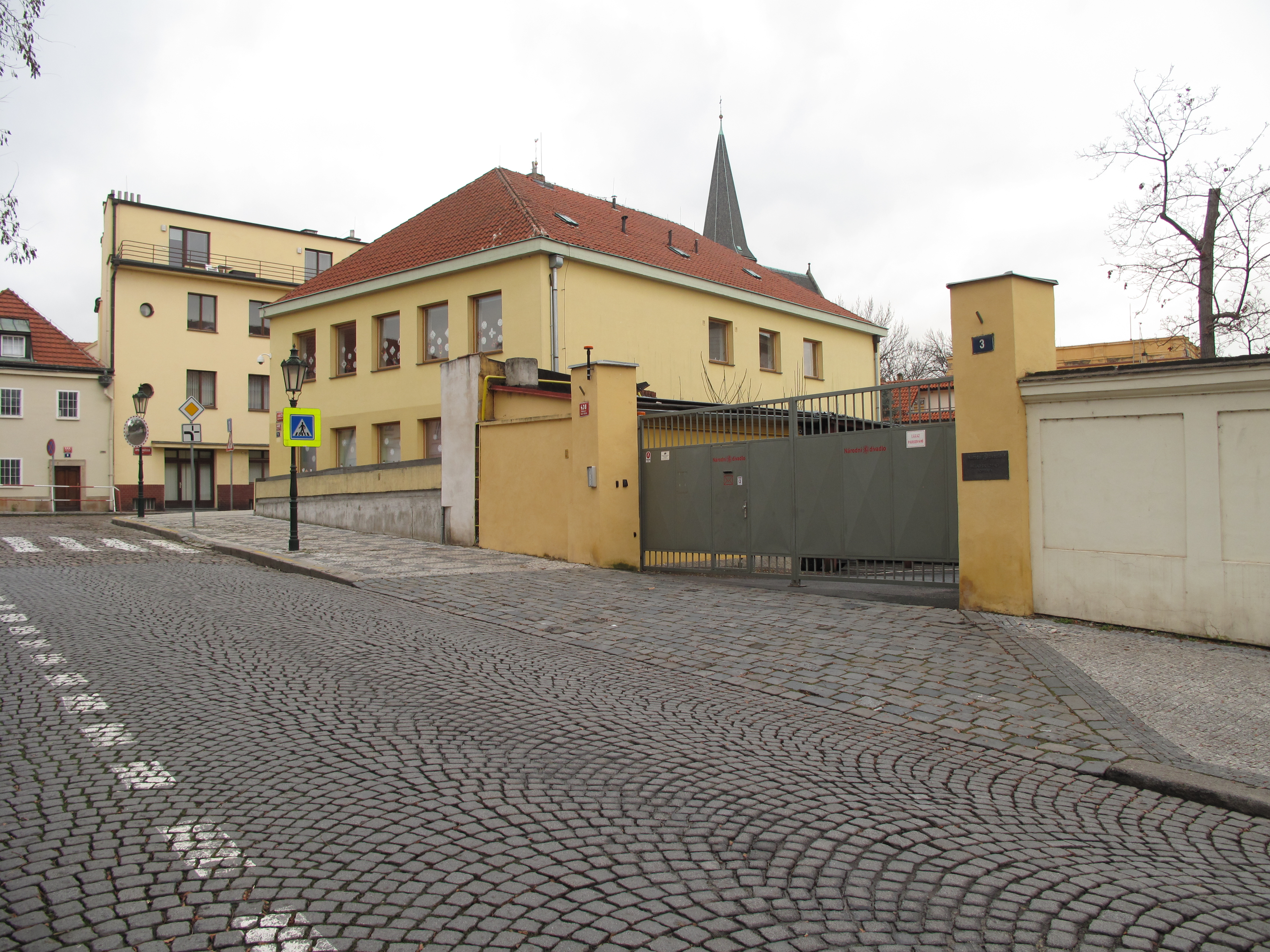
vjezd z Viničné